# Enriquecimiento injusto
El enriquecimiento injusto, también denominado enriquecimiento sin causa o enriquecimiento injustificado es un principio general del Derecho establecido en casi todos los ordenamiento jurídicos que prohíbe que una persona se enriquezca injustamente en perjuicio de otra.
Cuando se produce una atribución o desplazamiento patrimonial en una persona debe estar sustentado en alguna razón de ser que el ordenamiento jurídico considere suficiente. En caso contrario nace una acción a favor de quien se ha visto empobrecido como consecuencia de tal atribución, que va dirigida a reclamar la restitución del valor del enriquecimiento.  
El concepto jurídico del enriquecimiento injusto plantea controversia en relación con su denominación, origen y aplicación práctica, lo que pone de manifiesto la falta de delimitación del mismo. Y es que el enriquecimiento injusto es un principio general del Derecho que se reconoce de manera implícita o explícitamente en la mayoría de los ordenamientos jurídicos y sus funciones son las propias de todo principio general, sobresaliendo la de informar el ordenamiento jurídico y su aplicación.
La doctrina y la jurisprudencia han establecido los elementos que deben concurrir para poder interponer una acción por enriquecimiento injusto:
1. que un sujeto se haya enriquecido;
2. el correlativo emprobrecimiento de otro sujeto;
3. la ausencia absoluta de causa;
4. que no exista norma alguna que exceptúe la aplicación de este principio,
5. que no haya podido hacerse valer el derecho mediante otra acción.

La figura del enriquecimiento injusto es propia tanto del Derecho privado como público y se puede hablar así del enriquecimiento injusto de la Administración en sectores tan dispares como el Derecho administrativo o el Derecho financiero y tributario.
La institución jurídica del «enriquecimiento sin causa», propia del Derecho civil patrimonial, intenta evitar o corregir en su caso las transferencias patrimoniales injustas. 

## Origen histórico del concepto de enriquecimiento injusto
El origen de la teoría del enriquecimiento injusto se remonta al Derecho Romano, cuando en un texto del Digesto atribuido a Sexto Pomponio (Lib. L, Tit. XVII, fra. 206), establecía:
Jure naturae aequum est. nemi nem cum alterius detrimentum et injuria fieri locupletiorem, que significa: “por la ley de la naturaleza no es correcto que nadie se enriquezca injustamente a expensas de otro”. Esta máxima ya contenía los elementos claves de la responsabilidad que surge del enriquecimiento que son: enriquecimiento, que sea injustificado y que se haya producido a expensas de otro.
Esta regla romana fue recogida en el Derecho español histórico en las Partidas (7.a, lib. XVII, tít. 34): Ninguno non deve enriqueszer tortizeramenté con daño de otro. Distintos Códigos Civiles como el de España, de inspiración francesa o el argentino no incluyen el principio de forma explícita, aunque la doctrina lo considera recogido a lo largo de sus articulados y ha sido aplicado por la jurisprudencia en todo momento, elevándolo a la categoría de principio general del Derecho.